# 肥大石蛏
肥大石蛏（学名：Lithophaga obesa），是贻贝目壳菜蛤科石蜊属的一种。主要分布于南海、中国大陆，常栖息在潮间带的珊瑚礁中，穴居于珊瑚礁中。